# Седмични дан
У нашем народу је коришћен Соларни календар, који се ослањао на сунчана померања. Због тога се не одређују прецизно ни границе дана ни ноћи, већ се многи оријентишу према стварном времену. Дан траје од изласка до заласка сунца, а Ноћ од заласка до изласка сунца.
По народној подели, дан се састоји од: зоре, јутра, преподнева, поднева и поподнева, а ноћ од: вечери, поноћи и глувог доба ноћи. Прелазно доба између дана и ноћи, у народу се назива сумрак и ићиндија.